# Giornata mondiale dei nonni e degli anziani

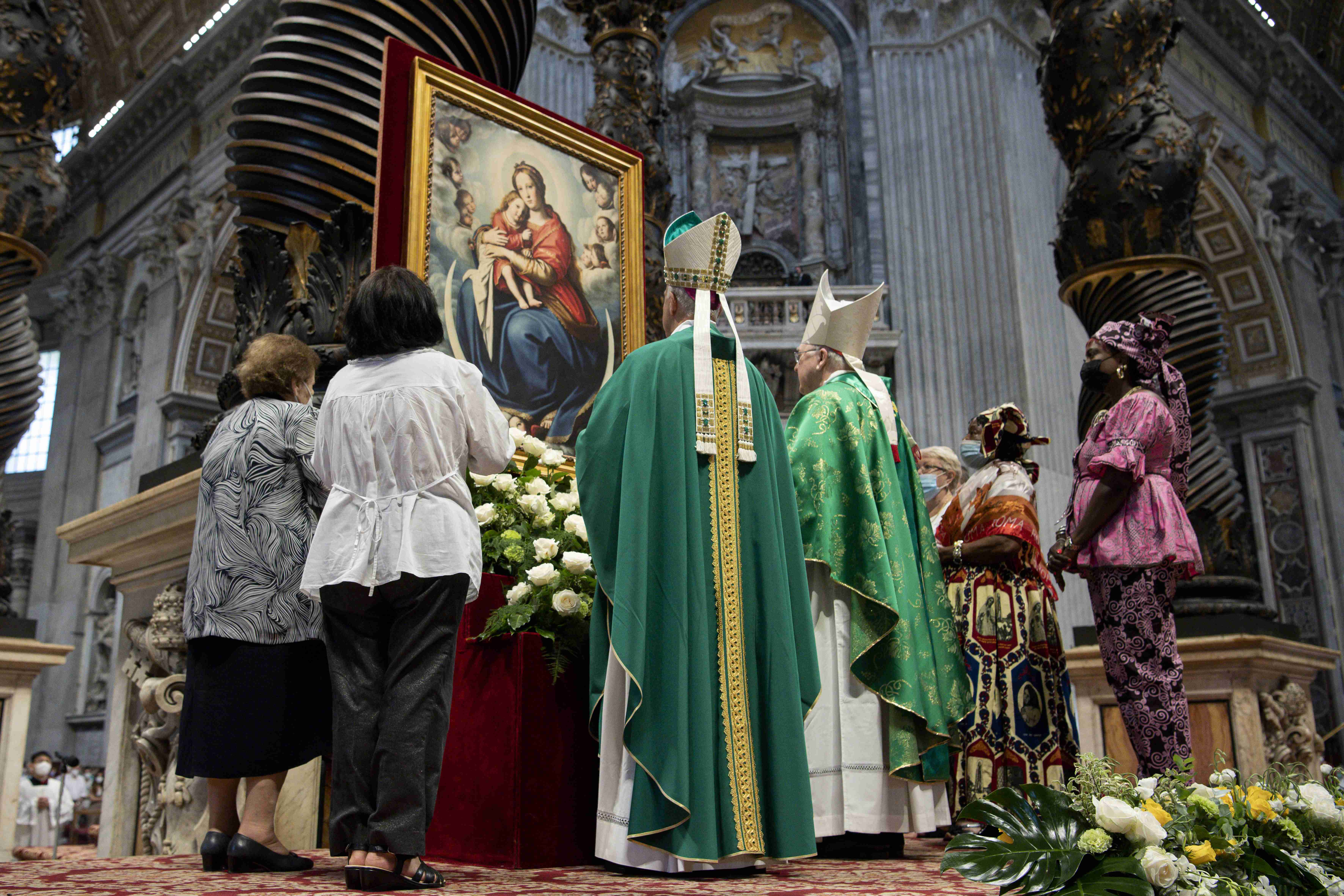
Un'immagine della celebrazione della prima giornata mondiale dei nonni e degli anziani nella Basilica di San Pietro a Roma, 25 luglio 2021

La giornata mondiale dei nonni e degli anziani è una celebrazione della Chiesa cattolica istituita da papa Francesco per onorare e riconoscere il ruolo significativo che i nonni e gli anziani hanno nelle società e nelle comunità ecclesiali. È stata annunciata dopo la recita dell'Angelus del 31 gennaio 2021.
Ricorre ogni quarta domenica di luglio, in prossimità della memoria liturgica dei Santi Gioacchino ed Anna, i "nonni" di Gesù, che nel calendario della Chiesa cattolica di rito latino ricade il 26 luglio.

## Storia
L'istituzione di questa giornata è legata alla pandemia di Covid 19 che, soprattutto durante la prima ondata nel 2020, ha colpito in maniera particolarmente violenta la popolazione anziana. La Giornata è un riconoscimento da parte di Papa Francesco e di tutta la Chiesa cattolica dell'importanza degli anziani  nella trasmissione della fede e nella custodia delle radici culturali e spirituali.

### Celebrazione
La promozione della Giornata e il coordinamento degli eventi legati ad essa sono affidati al Dicastero per i Laici, la Famiglia e la VIta. La Giornata viene celebrata in ogni parte del mondo organizzando celebrazioni eucaristiche dedicate agli anziani e incentivando la visita agli anziani soli.

### I Giornata mondiale
La prima Giornata mondiale dei nonni e degli anziani è stata celebrata domenica 25 luglio 2021 con tema: "Io sono con te tutti i giorni" (cfr. Mt 28,20).

### II Giornata mondiale
La seconda Giornata mondiale è stata celebrata domenica 24 luglio 2022 con tema: "Nella vecchiaia daranno ancora frutti" (Sal 92,15). In questa occasione, il cardinale Angelo De Donatis ha celebrato la Messa nella Basilica di San Pietro alle 10 su mandato del Papa. Il Dicastero per i Laici, la Famiglia e la Vita ha fornito alle diverse diocesi una serie di materiali e suggerimenti pastorali e liturgici per partecipare alla Giornata, tra cui celebrare una Messa o visitare gli anziani soli.

### III Giornata mondiale
La terza Giornata mondiale è stata celebrata domenica 23 luglio 2023 con tema: "Di generazione in generazione la sua misericordia" (Lc 1,50). In questa occasione Papa Francesco ha presieduto una Messa alla quale hanno partecipato circa 8.000 persone.

### IV Giornata mondiale
La quarta Giornata mondiale è stata celebrata domenica 28 luglio 2024 con tema: "Nella vecchiaia non abbandonarmi" (cfr. Sal 71,9).

### V Giornata mondiale
La quinta Giornata mondiale, che si celebrerà domenica 27 luglio 2025, ha per tema: "Beato chi non ha perduto la sua speranza" (cfr. Sir 14, 2).

### Temi annuali
Ogni anno, il Papa sceglie un tema specifico per guidare le riflessioni e le celebrazioni. Ad esempio, il tema per l'anno 2025 è "Beato chi non ha perduto la sua speranza", inserendosi nel contesto del Giubileo della Speranza.